# 安杰拉·肯尼迪
安杰拉·肯尼迪（英語：Angela Kennedy，1976年2月28日—），澳大利亚女子游泳运动员。她曾代表澳大利亚参加1996年夏季奥林匹克运动会游泳比赛，获得女子4×100米混合泳接力银牌。